# Dramaturge
Un dramaturge peut avoir deux fonctions : 
- écrire les pièces de théâtre, la dramaturgie étant alors l’étude ou l’art de la composition théâtrale. La dramaturgie dans ce sens se pratique aussi au cinéma, et on peut donc parler de la dramaturgie d'un film, les règles d'écriture d'un scénario pouvant s'apparenter à celles du théâtre.
- conseiller le metteur en scène, en fonction du sens du texte choisi. Dans le cas d'une mise en scène sans texte, le dramaturge sert de regard extérieur afin de garantir l'ordre sensible de l'œuvre en cours de réalisation,.
En allemand, le Dramatiker est synonyme d'auteur dramatique, et le Dramaturg est le dramaturge de production, celui qui n'est pas l'auteur de l'œuvre mais qui en connaît les ressorts littéraires et dramatiques profonds.
En France, le terme « dramaturge » a longtemps été associé à « auteur dramatique ». Son sens se diversifie ensuite.

## Différentes fonctions à partir duXXesiècle

### Dramaturge/auteur dramatique
Le dramaturge/auteur dramatique écrit sa pièce la plupart du temps avant qu’une production soit élaborée, souvent de manière indépendante des répétitions et parfois même sans aucune relation avec les artistes,.

### Dramaturge/conseiller dramaturgique
Le dramaturge/conseiller dramaturgique intervient directement auprès du théâtre, de la troupe ou du metteur en scène : il est chargé de diverses questions relatives au texte (répertoire, adaptation, rédaction, traduction, documentation…). Il peut être amené à suivre de près le travail des différents créateurs de la scène, en répétition, aux réunions de production, assistant tout le processus de création sans pour autant se confondre avec le statut d'auteur,.